# 善牧主教座堂
1°17′45″N 103°51′05″E / 1.29596°N 103.85131°E
善牧主教座堂（Cathedral of the Good Shepherd）是新加坡最古老的罗马天主教教堂，位于三马路、二马路和勿拉士峇沙路之间，建筑模仿了伦敦的科文特花园圣保罗教堂以及圣马田教堂。
善牧主教座堂是天主教新加坡总教区的主教座堂，总主教的驻地。 

## 画廊

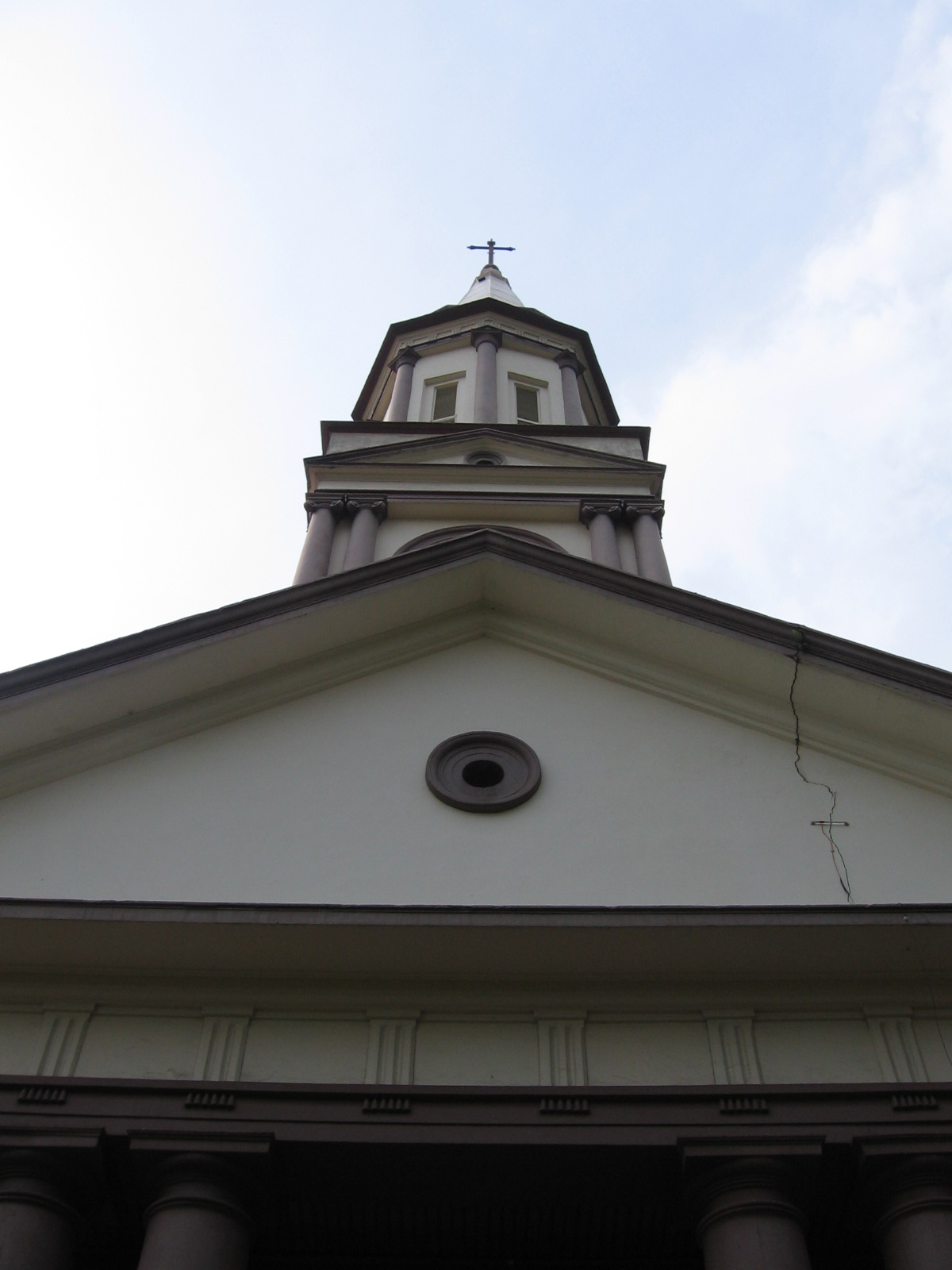
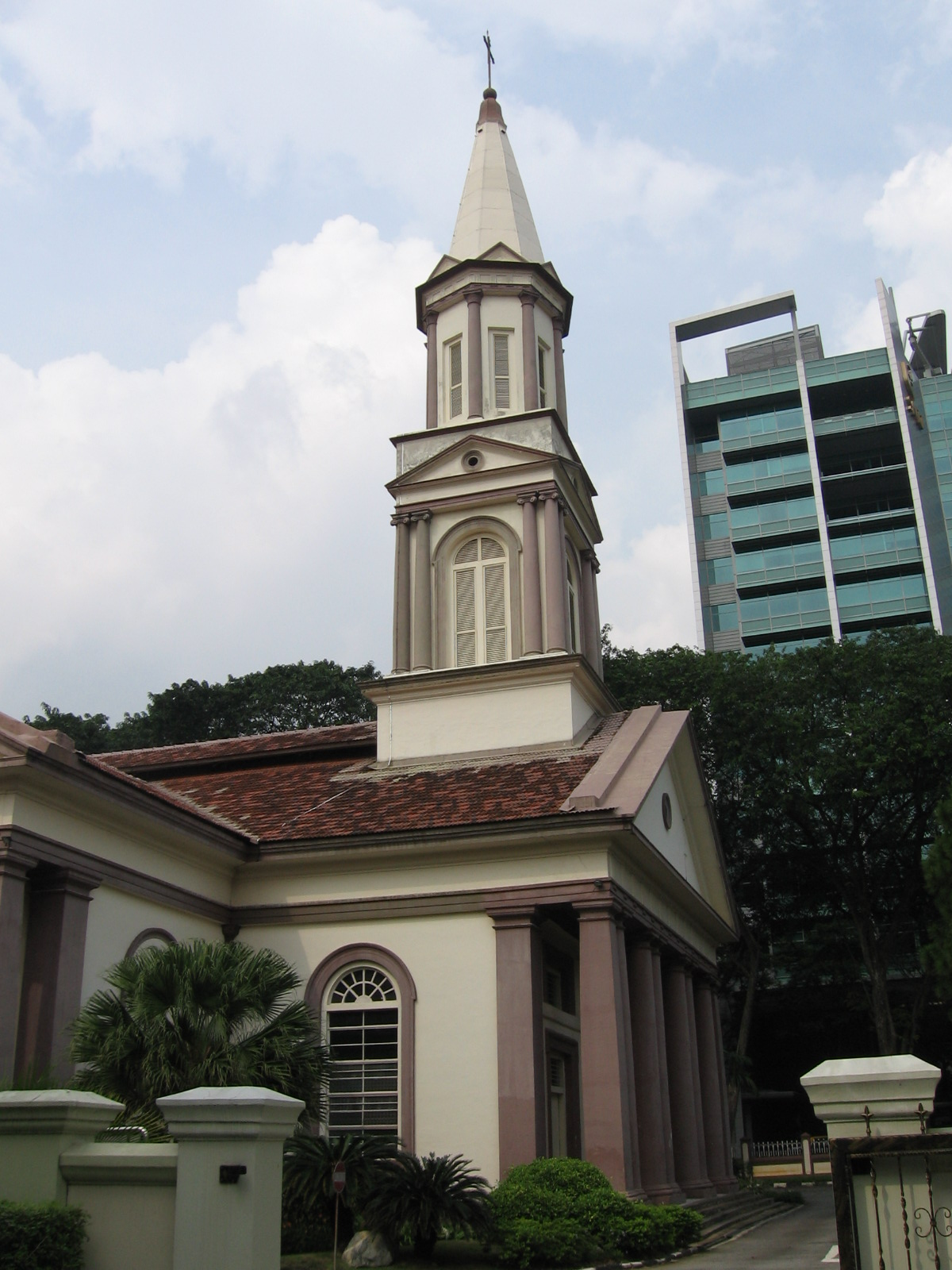
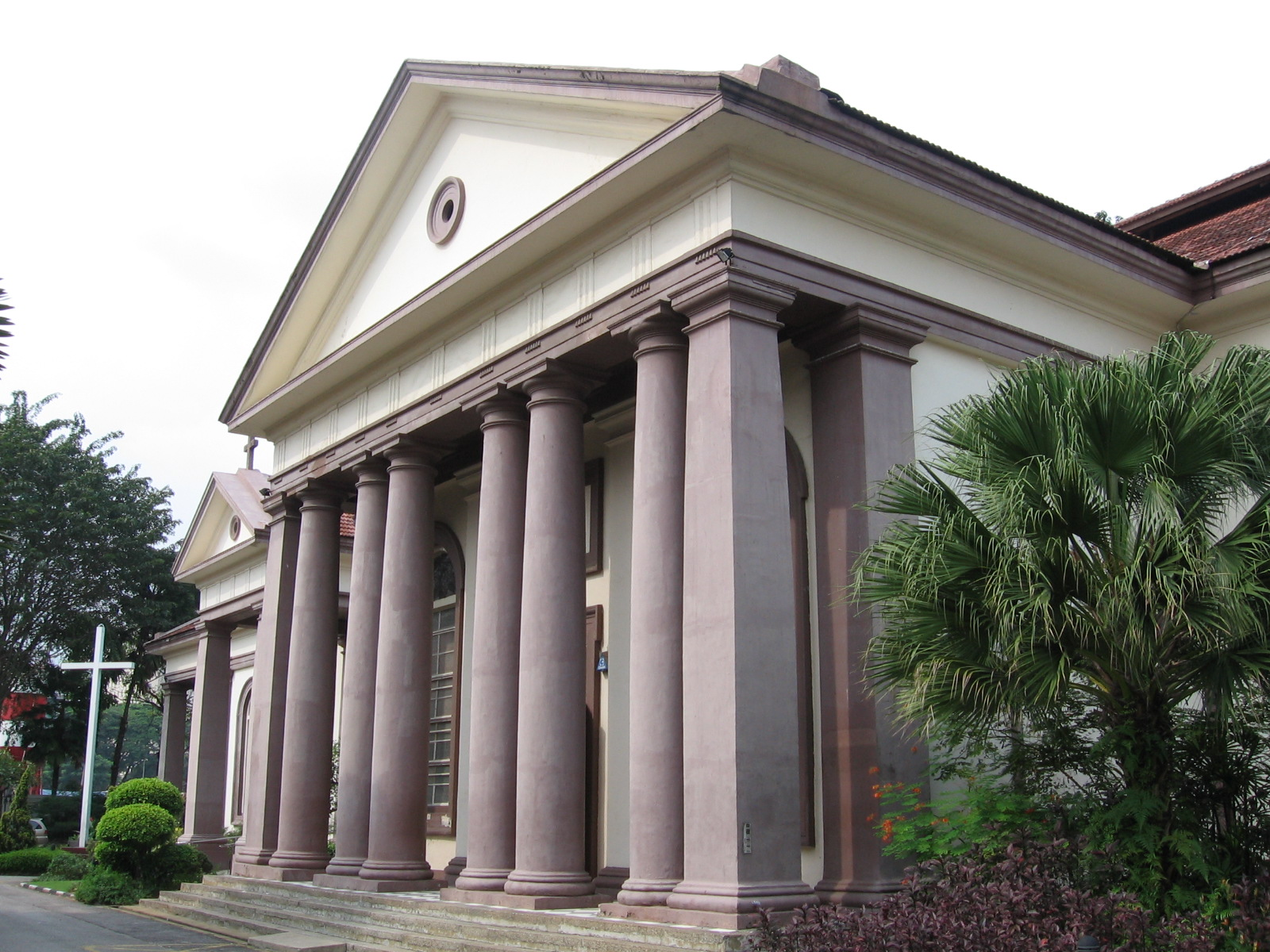
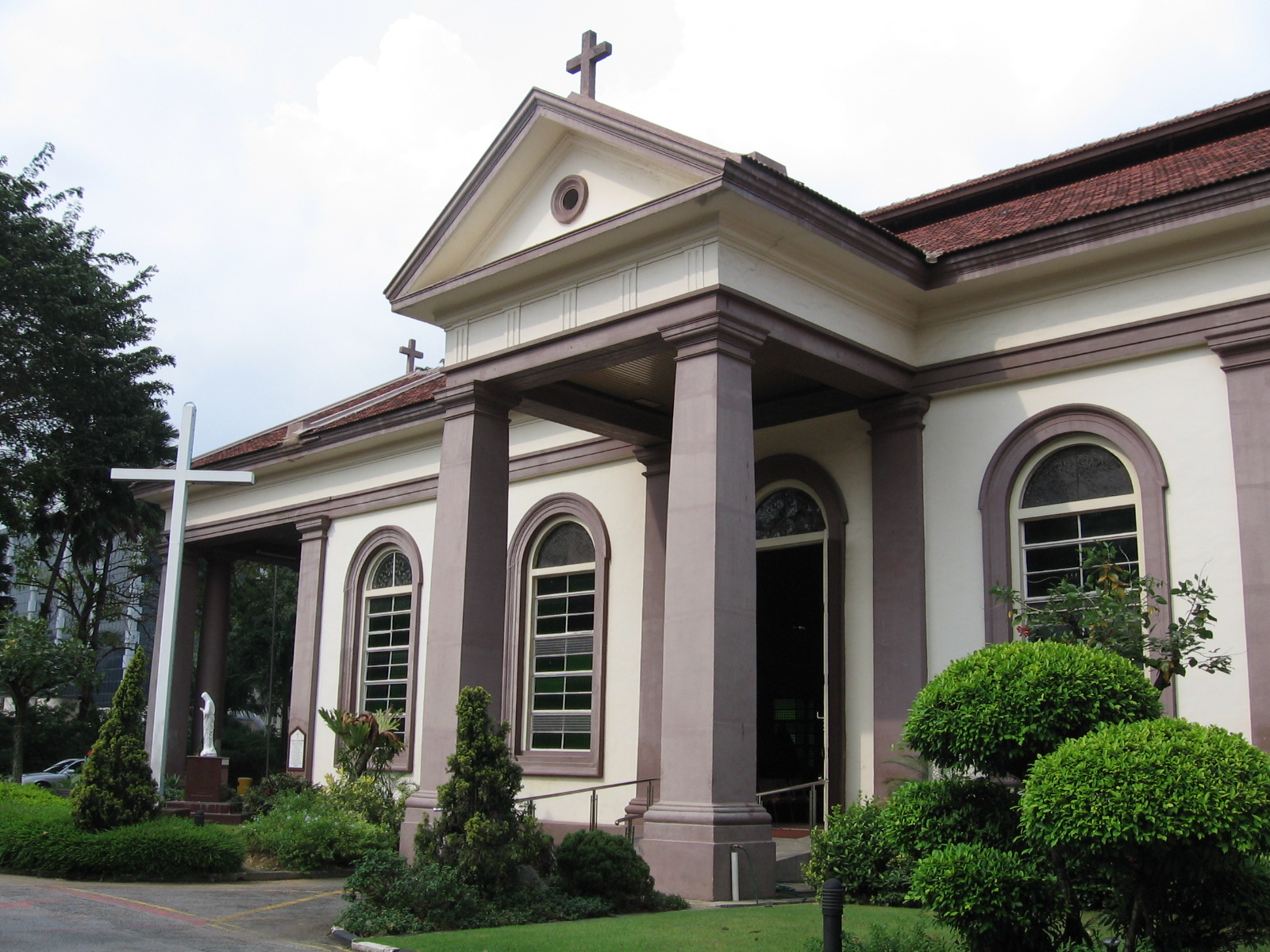
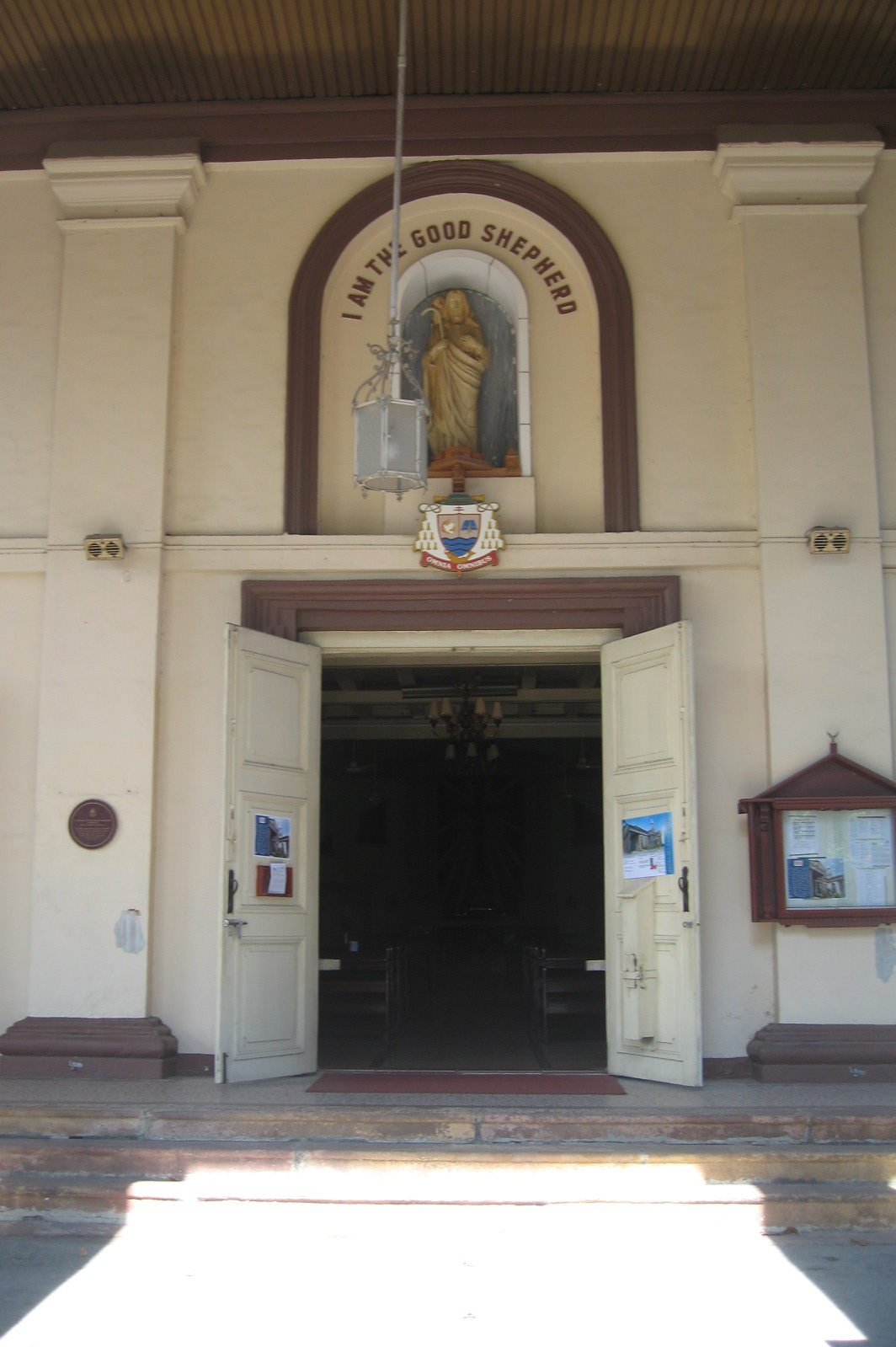
圣堂正门，门上有耶稣善牧像及谢益裕（英语：Nicholas Chia）主教牧徽
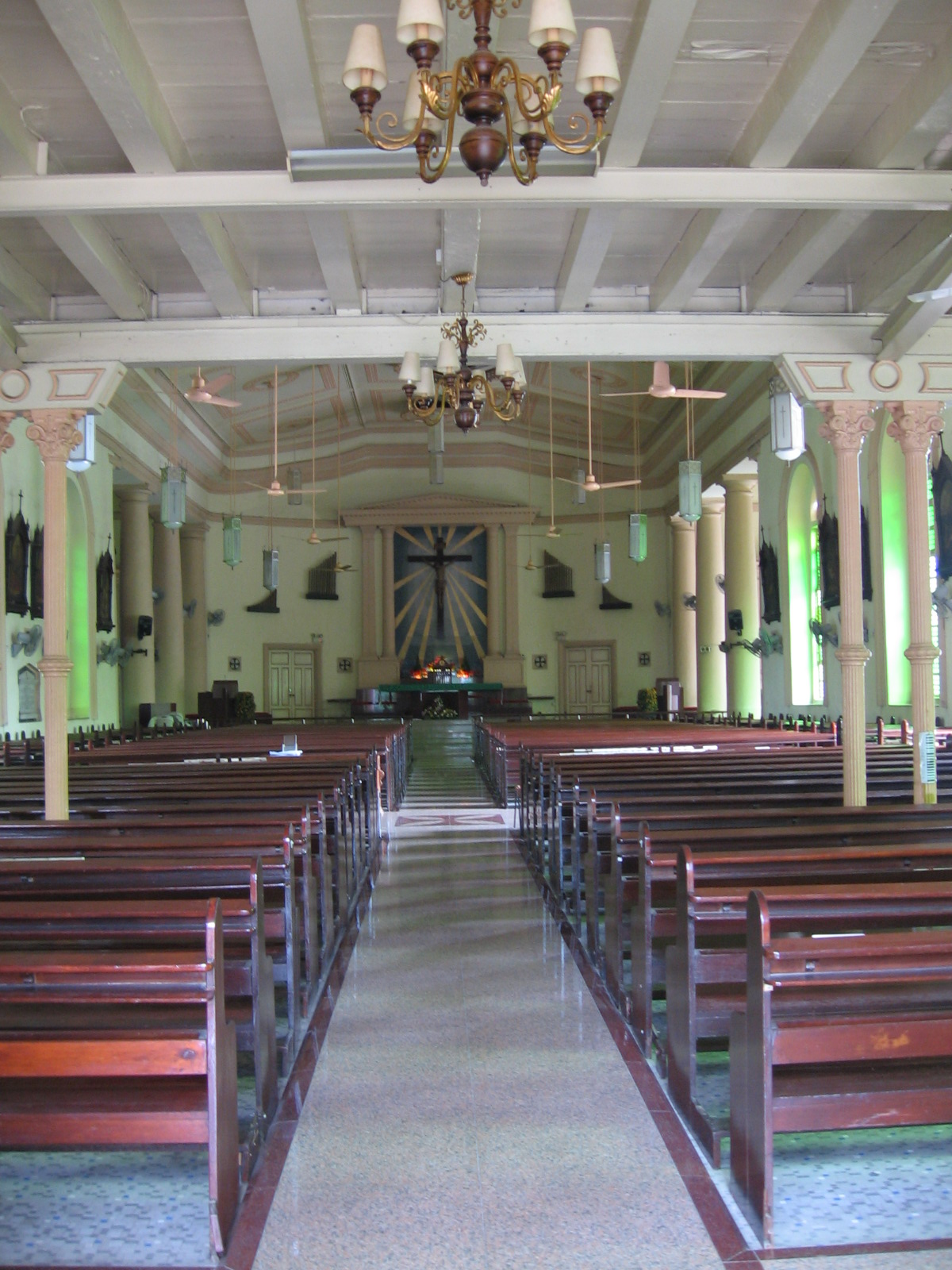
圣堂內部
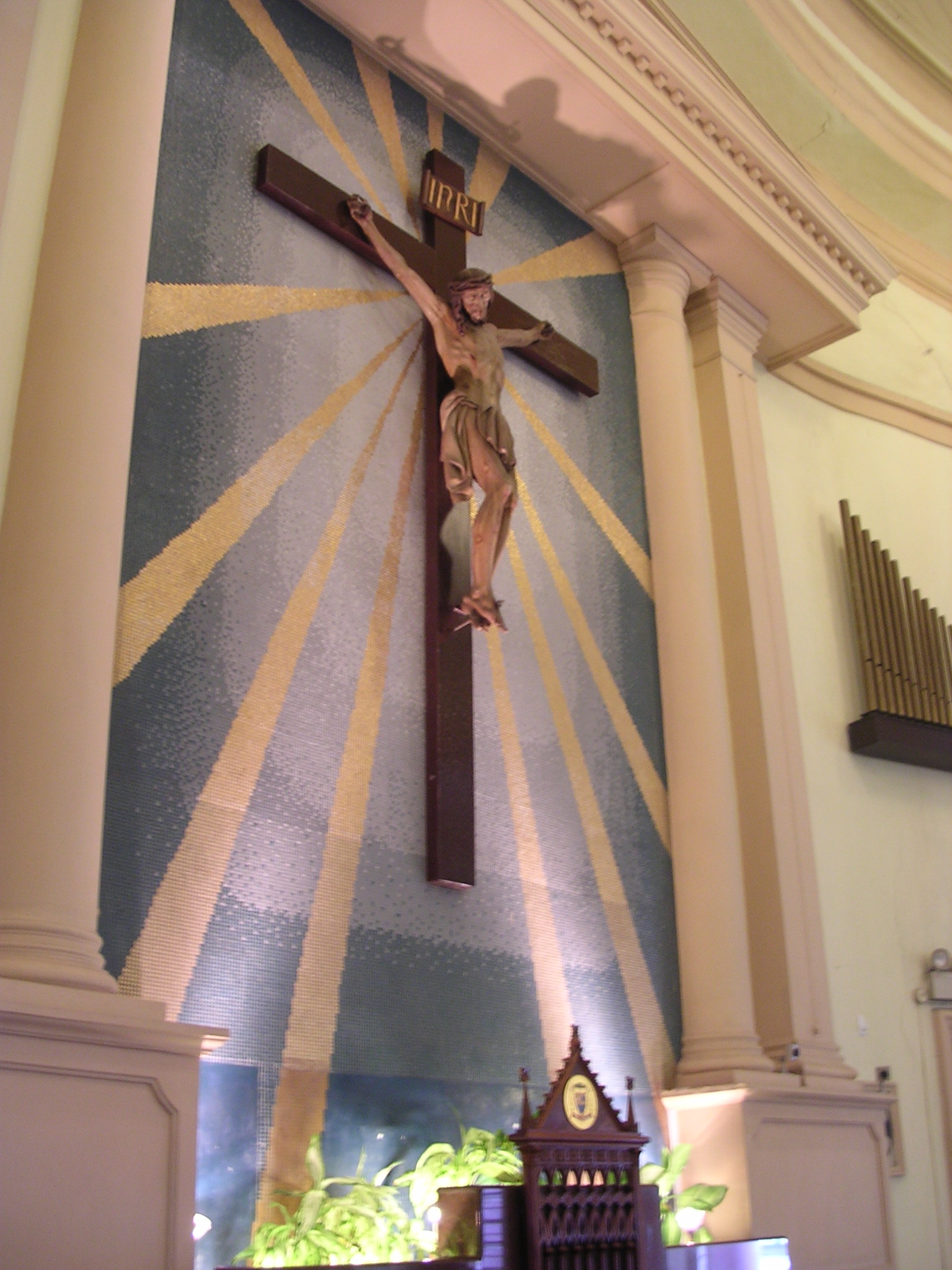
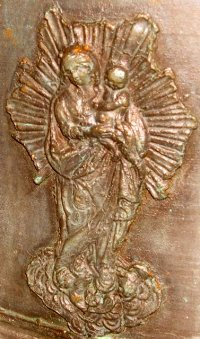
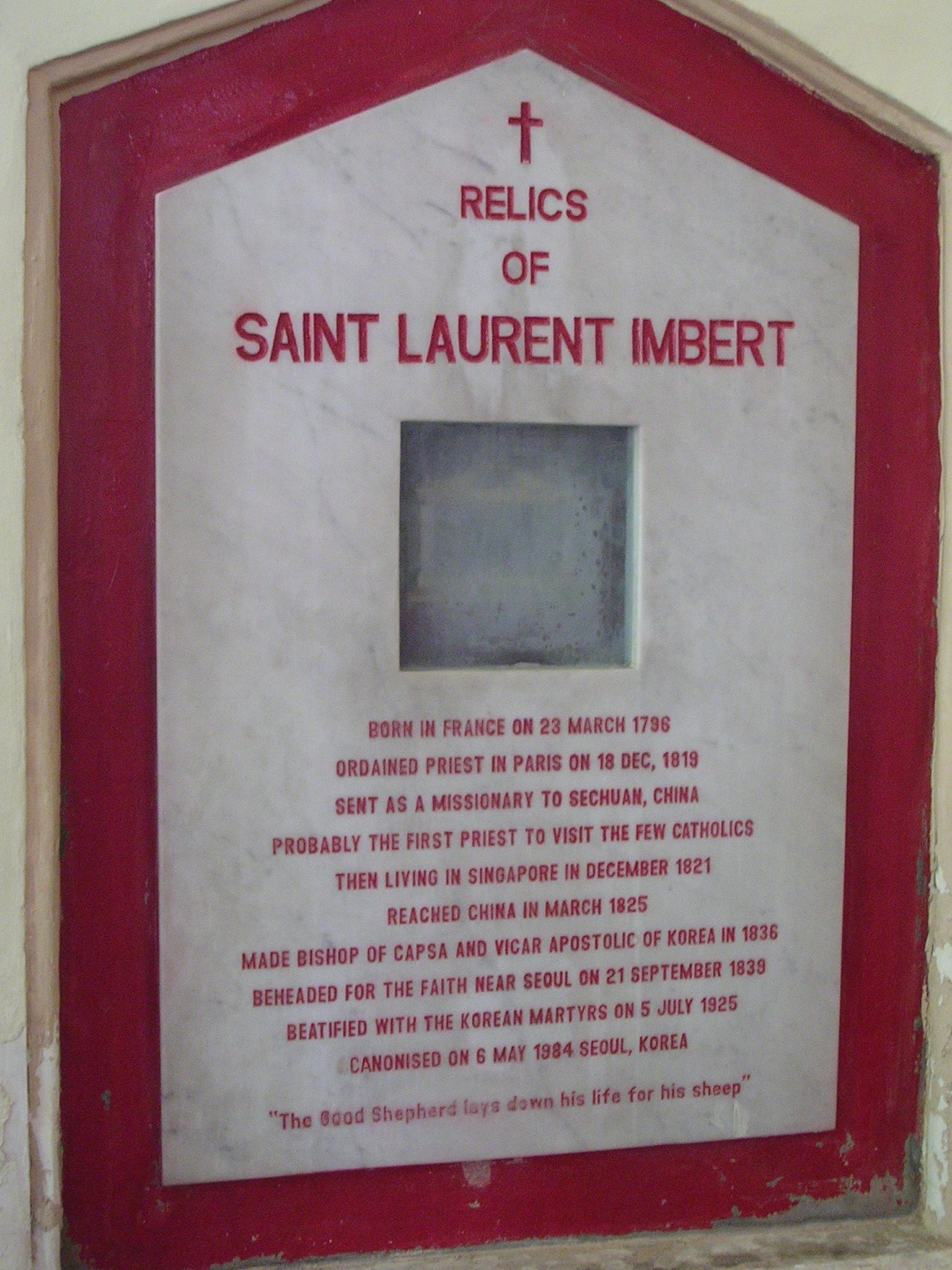
圣范世亨（英语：Laurent-Joseph-Marius Imbert）圣髑——1821年12月11日范圣奉暹罗宗座代牧之命抵达新加坡访问教友，是为新加坡开教之始。范圣于1836年晉牧为朝鲜代牧，1839年己亥迫害中在沙南基殉教。
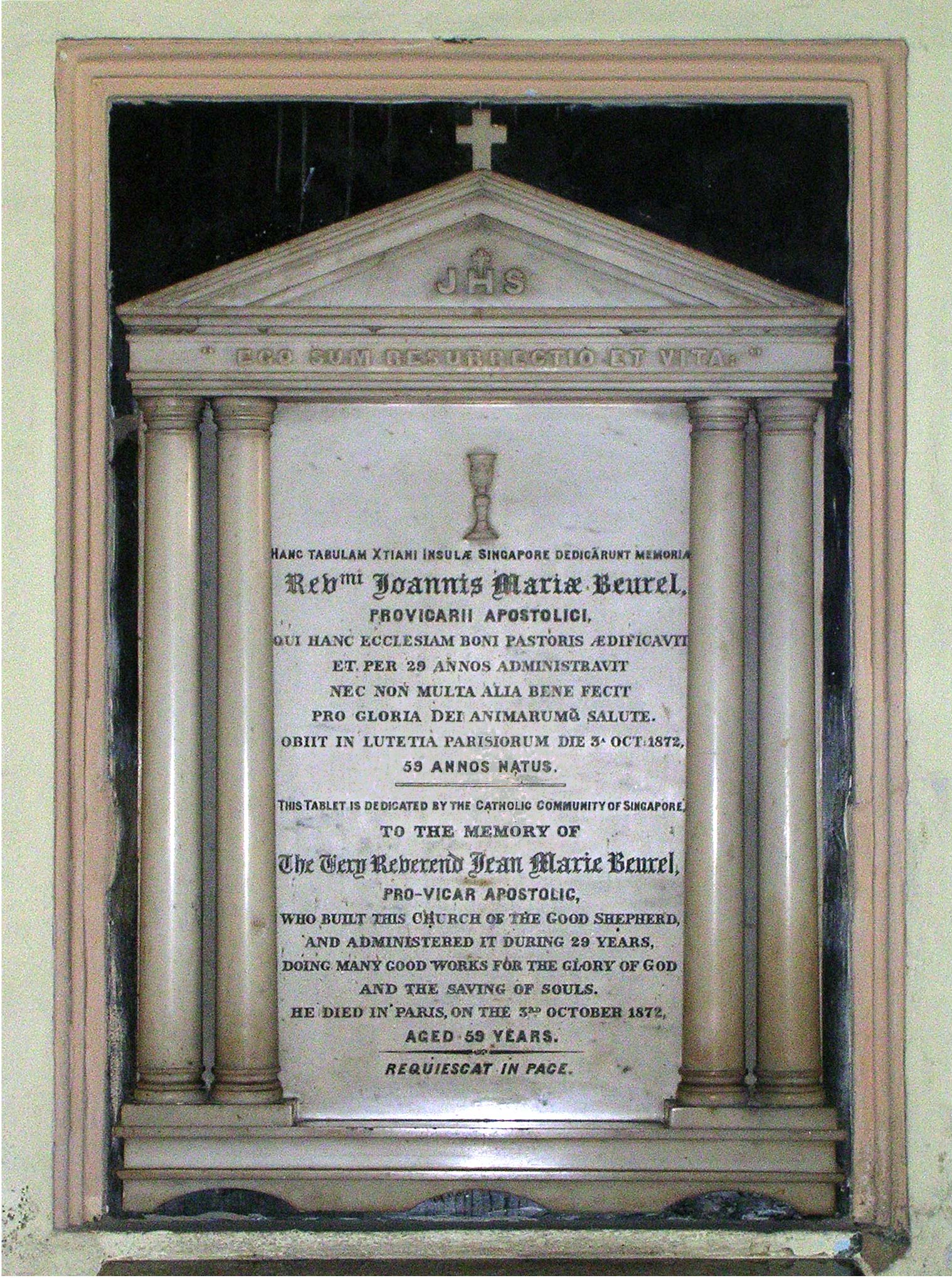
座堂建造者白勒尔（英语：Jean-Marie Beurel）神父纪念壁。
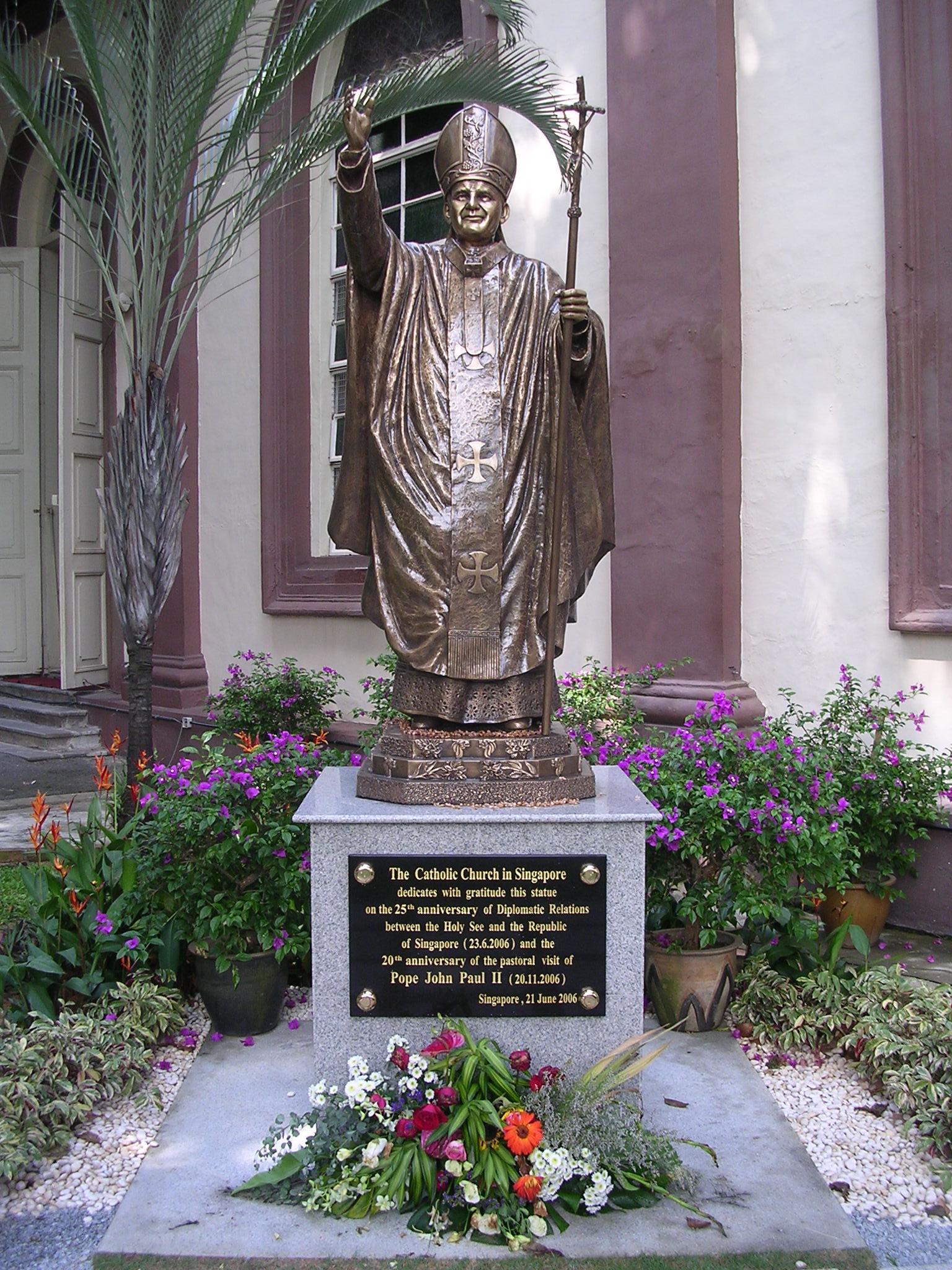
教宗若望保禄二世铜像，以志新梵建交二十五周年。
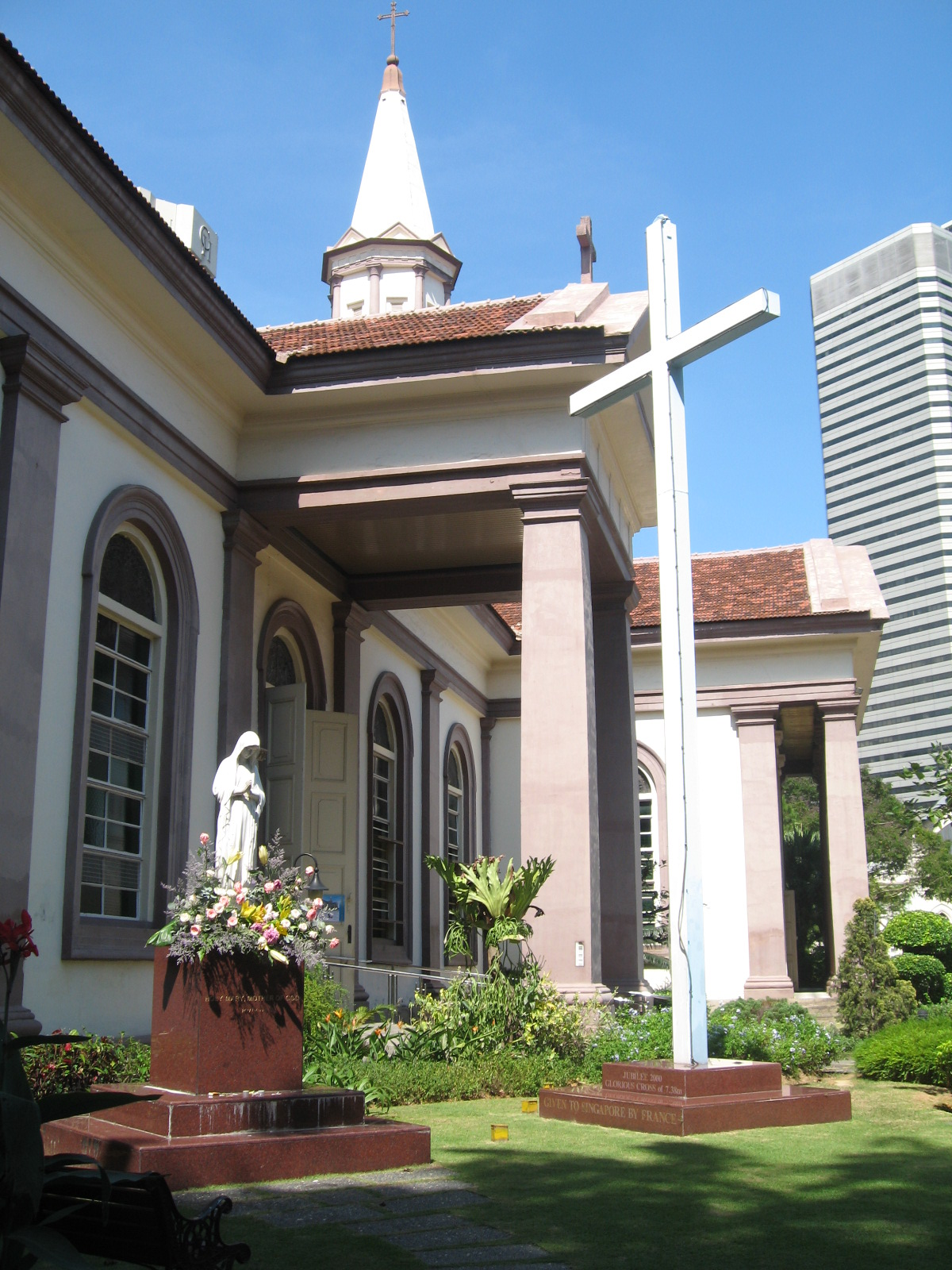
无沾圣母像，和法国送赠的光荣十字架
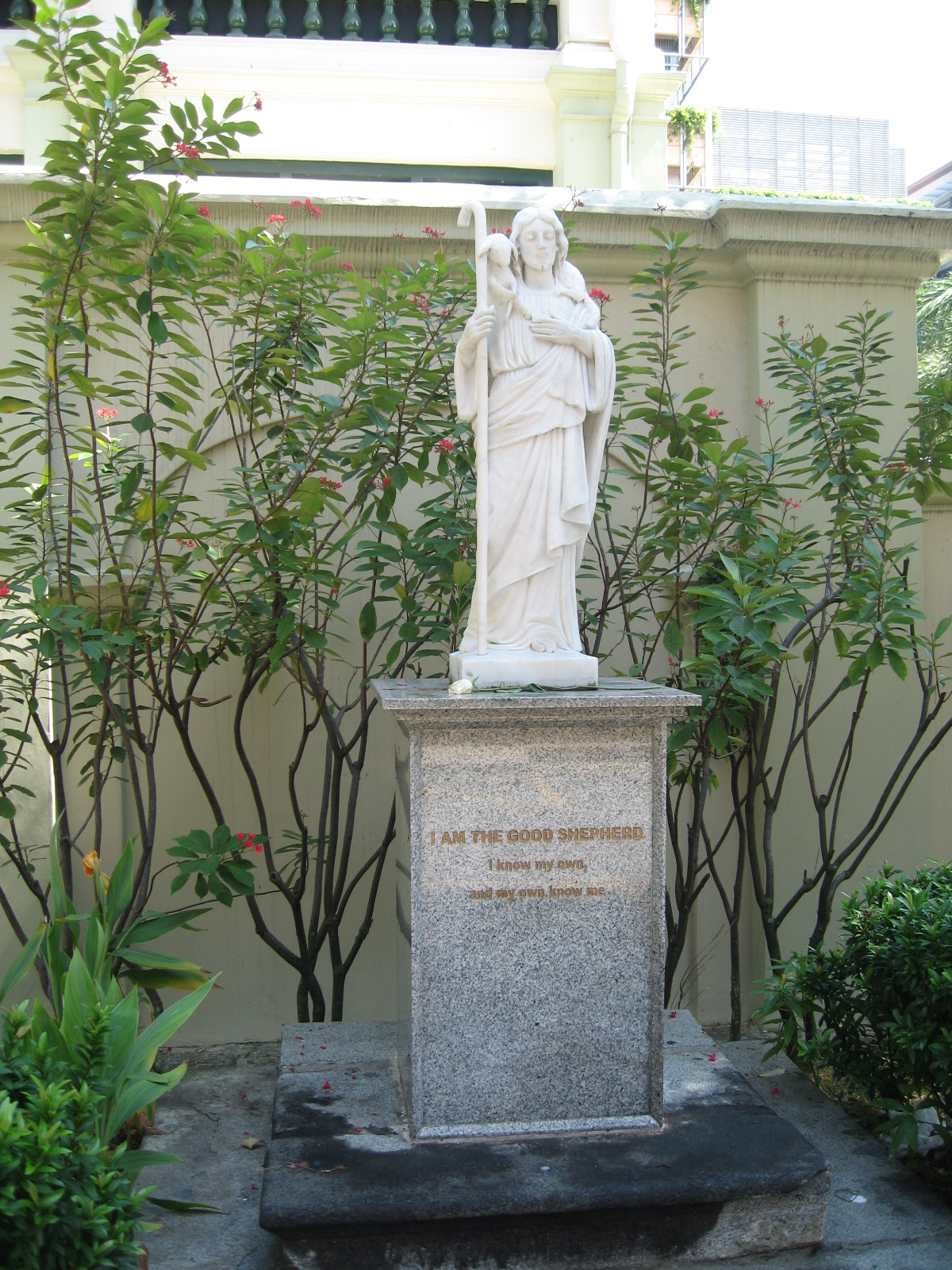
耶稣善牧像
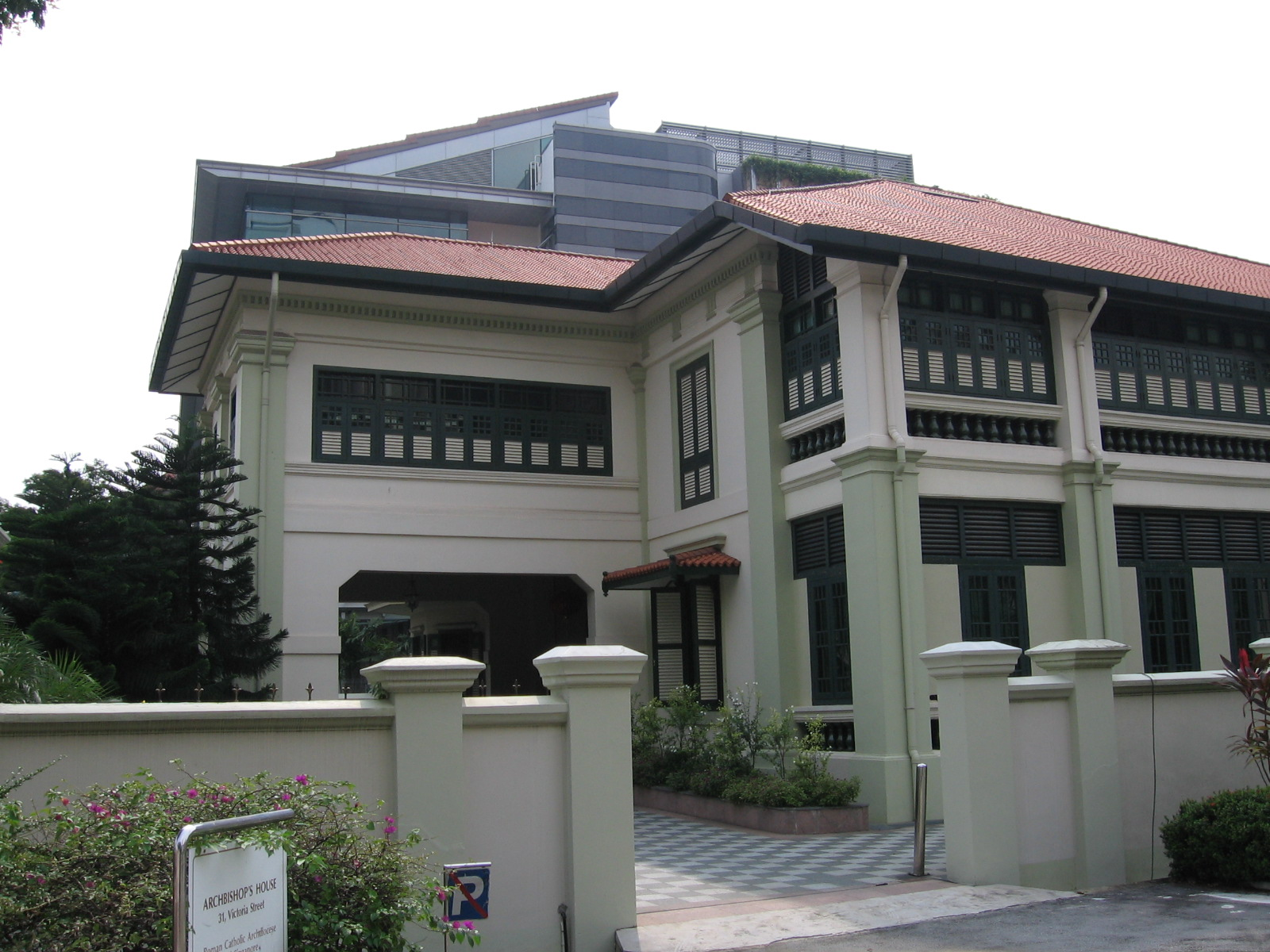
位于二马路31号的总主教府
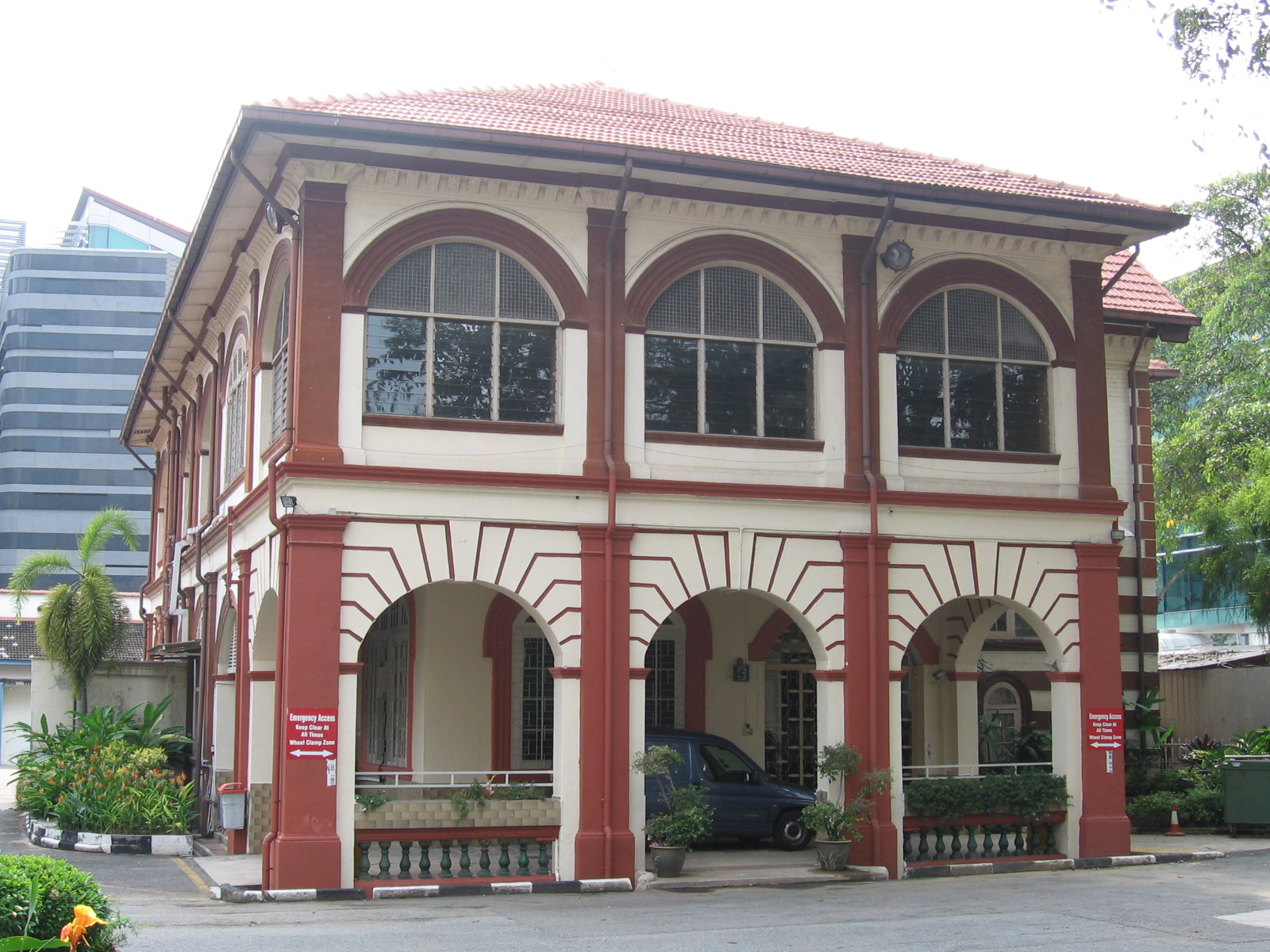
本堂神父宿舍